# Sinagoga Norsa Torrazzo
La sinagoga Norsa Torrazzo, costruita nel 1513 ma rifatta nel 1751, è situata nell'edificio di via Govi 13 a Mantova. È monumento nazionale.

## La sinagoga
Ben sei erano le sinagoghe nell'antico ghetto di Mantova. Quando alla fine dell'Ottocento fu decisa la demolizione del quartiere ebraico, tra il 1899 e il 1902 si procedette al trasferimento e fedele ricostruzione di una di esse nel cortile dell'edificio attuale, che dal 1825 era una casa di riposo. La sinagoga Norsa Torrazzo, di rito italiano, è così l'unica di Mantova ad essere sopravvissuta con i suoi arredi originari settecenteschi. Le altre sinagoghe sono state demolite agli inizi del Novecento e i loro arredi sono andati dispersi o sono stati trasferiti in Israele.

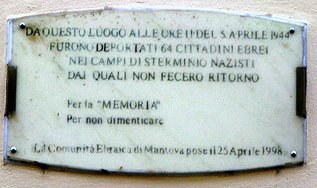
Lapide in memoria dei deportati

La sala di preghiera è rettangolare. Le pareti e la volta sono ricoperti di stucchi (calchi fedeli degli originari che non si poterono staccare), esaltanti la magnificenza della famiglia Norsa o riproducenti versetti biblici in ebraico. L'aron e la tevah si fronteggiano, l'uno a sinistra, l'altra a destra dell'ingresso, posti in due nicchie monumentali, rialzate su tre gradini e illuminate da finestre. Entrambi sono di legno finemente lavorato e sono impreziosito da tessuti ricamati. Due file parallele di banchi, in legno scuro, accolgono gli oranti sui due lati. Lampadari in ferro battuto pendono dal soffitto.
Il matroneo è collocato sulla parete di ingresso e si affaccia sulla sala con una balaustra aperta su colonne.
La sinagoga Norsa Torrazzo è monumento nazionale ed è oggi regolarmente aperta al pubblico.

## I locali della sinagoga
Nei locali dell'edificio della sinagoga ha sede la comunità ebraica di Mantova e l'Associazione Culturale Mantova Ebraica. All'ingresso una lapide, posta il 25 aprile 1998, ricorda i "64 cittadini ebrei" deportati da Mantova durante l'Olocausto "nei campi di sterminio nazisti, dai quali non fecero ritorno". L'ultimo piano è occupato da un Archivio storico che ospita documenti dal 1522 al 1861 e quello amministrativo con documentazione dal 1861 ad oggi. Oltre a libri e manoscritti sono conservati spartiti musicali ottocenteschi, registri di stato civile e sentenze e carte del tribunale ebraico.